# Современная история: Королева пчёл
«Современная история: Королева пчёл» (другие названия: «Супружеская постель», «Пчелиная матка») — художественный фильм режиссёра Марко Феррери. Приз МКФ (Канны) за лучшую женскую роль Марине Влади.

## Сюжет
Супружеская жизнь молодожёнов начинается счастливо, между ними есть согласие, они хотят завести детей. Но чем дальше, тем больше проявляются изменения в их здоровье: мужу становится всё хуже, а жена только хорошеет. А когда она уже ждёт ребёнка, муж настолько болен, что не встаёт с постели…

## В ролях
- Уго Тоньяцци — Альфонсо
- Марина Влади — Реджина
- Риккардо Феллини — Риккардо
- Уолтер Гиллер
- Линда Сини

## Съёмочная группа
- Режиссёр: Марко Феррери
- Продюсеры: Энрико Хросицки и Альфонсо Сансоне
- Сюжет: Гоффредо Паризе
- Сценаристы: Рафаэль Аскона, Марко Феррери, Диего Фаббри, Паскуале Феста Кампаниле, Массимо Франчоза
- Композитор: Тео Узуэлли
- Оператор: Эннио Гуарньери